# Heinz Satrapa
Heinz «Satti» Satrapa (Zwickau, 17 de julio de 1927 - Zwickau, marzo de 2001) fue un futbolista alemán. Jugó en el Horch/Motor Zwickau y en el Wismut Aue/Wismut Karl-Marx-Stadt de la DDR-Oberliga, la liga de fútbol más importante de la República Democrática Alemana.
Empezó a jugar en el año 1937 en el VfL Zwickau. Después de la Segunda Guerra Mundial jugó hasta 1952 en el Motor Zwickau. En el año 1950 su equipo consiguió ganar el campeonato de liga, y él en el máximo anotador del torneo al conseguir veintitrés goles. En la primavera de 1952 fue despedido de su equipo por «mala moral de trabajo».
En verano de 1952 se fue a jugar al Wismut Aue, aunque hasta final de año solo pudo jugar en el segundo equipo. En la temporada 1952-1953 formó parte de una gran delantera junto con Willy Tröger y Armin Günther; quedaron segundos en el campeonato al perder el partido decisivo ante el Dinamo Dresde en la prórroga (2-3). En 1952 acudió a jugar con la Selección de fútbol de Alemania Democrática un partido contra Rumanía el 26 de octubre, aunque no disputó el encuentro. Se le consideraba poco fiable desde un punto de vista moral y político, por lo que no volvió a la selección, aunque si disputó un partido del combinado B contra Bulgaria. En 1954 volvió a ser máximo anotador de la DDR-Oberliga, junto a Siegfried Vollrath del Turbine Erfurt, al anotar veintiún goles. En total disputó 143 partidos ligueros y marcó 92 goles.
Después de retirarse fue entrenador del VfB Glauchau (1960-1964), Aktivist Karl Marx Zwickau (1964-1966), V. F. C. Plauen (1966-1968) y del F. S. V. Budissa Bautzen (1968-1970).
Falleció en 2001 debido a un infarto agudo de miocardio.